# Чурилино (платформа)
Чури́лино — остановочный пункт на двухпутном электрифицированном перегоне Куркачи — Арск Казанского отделения Горьковской железной дороги — филиала ОАО «РЖД». Был открыт в 1932 году. Расположен на территории Арского района Республики Татарстан. Здание вокзала со стороны второго главного пути. К востоку от платформы находятся путевые казармы 844-й км. Ближайший населённый пункт — село Старое Чурилино.